# Parexilisia indecisa
Parexilisia indecisa là một loài bướm đêm thuộc phân họ Arctiinae, họ Erebidae.